# Eich (Neunkirchen-Seelscheid)
Eich ist ein Ortsteil der Gemeinde Neunkirchen-Seelscheid im nordrhein-westfälischen Rhein-Sieg-Kreis.

## Lage
Eich liegt nördlich von Seelscheid zwischen dem Wenigerbachtal und der Frauenstraße. Im Norden liegt Siefen, im Osten Heister und im Süden der Ortsteil Leienhof.

## Geschichte
1830 hatte Eich 24 Einwohner. 1845 hatte der Hof 38 evangelische Einwohner in sieben Häusern. 1888 gab es in dem Weiler 30 Bewohner in sechs Häuser.
1910 wohnten in Eich die Ackerer Johann Heinrich Linden, Wilhelm Lohmar (Gemeindevorstand) sowie Witwe Johann, Johann Wilhelm und Robert Weesbach.
Der Weiler gehörte bis 1969 zur Gemeinde Seelscheid.

## Wanderwege
Der Seelscheider Dörferweg, ein 14,8 km langer Rundweg (Markierung: weißes S auf schwarzem Quadrat), durchquert den Ortsteil. Der Zuweg Seelscheid des Bergischen Weges berührt Eich am Südende des Ortes.